# Liste der Kulturdenkmäler in Almersbach
In der Liste der Kulturdenkmäler in Almersbach sind alle Kulturdenkmäler der rheinland-pfälzischen Ortsgemeinde Almersbach aufgelistet. Grundlage ist die Denkmalliste des Landes Rheinland-Pfalz (Stand 4. Mai 2023).

## Einzeldenkmäler
| Bezeichnung              | Lage                 | Baujahr                              | Beschreibung | Bild                           |
| ------------------------ | -------------------- | ------------------------------------ | --- | ------------------------------ |
| Evangelische Pfarrkirche | Kirchweg 8 Lage      | zweites Viertel des 13. Jahrhunderts | spätromanische Pfeilerbasilika, zweites Viertel des 13. Jahrhunderts                                                | weitere Bilder Fotos hochladen |
| Haus Hoffnungsthal       | Hoffnungsthal 1 Lage | erste Hälfte des 19. Jahrhunderts    | spätklassizistische Villa, erste Hälfte des 19. Jahrhunderts; Gesamtanlage mit Park und straßenseitiger Einfriedung | weitere Bilder Fotos hochladen |